# Wereldbeker alpineskiën 1997/1998
Het FIS wereldbeker alpineskiën seizoen 1997/1998 was het 32e seizoen sinds het seizoen 1966/1967 en werd op vrijdag 24 oktober 1997 geopend in het Franse skioord Tignes. Het seizoen werd op zondag 15 maart 1998 afgesloten met een reuzenslalom voor vrouwen en een slalom voor mannen in het Zwitserse Crans-Montana.
De alpineskiër die op het einde van het seizoen de meeste punten had verzameld, won de algemene wereldbeker. Ook per discipline werd een apart wereldbekerklassement opgemaakt. De Oostenrijker Andreas Schifferer en de Duitse Katja Seizinger wonnen de algemene wereldbeker.

## Mannen

### Kalender
| Datum                                                                                                  | Plaats                 | Onderdeel        | Eerste                 | Tweede               | Derde                  |
| --- | ---------------------- | ---------------- | ---------------------- | -------------------- | ---------------------- |
| 24/10/1997                                                                                             | Tignes                 | Parallel         | Josef Strobl           | Kjetil André Aamodt  | Hermann Maier          |
| 26/10/1997                                                                                             | Tignes                 | Reuzenslalom     | Michael von Grünigen   | Steve Locher         | Hermann Maier          |
| 20/11/1997                                                                                             | Park City              | Reuzenslalom     | Hermann Maier          | Kjetil André Aamodt  | Thomas Grandi          |
| 22/11/1997                                                                                             | Park City              | Slalom           | Thomas Stangassinger   | Kristinn Björnsson   | Finn Christian Jagge   |
| 04/12/1997                                                                                             | Beaver Creek           | Afdaling         | Kristian Ghedina       | Jean-Luc Cretier     | Lasse Kjus             |
| 05/12/1997                                                                                             | Beaver Creek           | Afdaling         | Andreas Schifferer     | Hermann Maier        | Stephan Eberharter     |
| 06/12/1997                                                                                             | Beaver Creek           | Super G          | Hermann Maier          | Stephan Eberharter   | Hans Knauss            |
| 14/12/1997                                                                                             | Val-d'Isère            | Reuzenslalom     | Michael von Grünigen   | Stephan Eberharter   | Hans Knauss            |
| 15/12/1997                                                                                             | Sestriere              | Slalom           | Finn Christian Jagge   | Thomas Sykora        | Hans Petter Buraas     |
| 21/12/1997                                                                                             | Alta Badia             | Reuzenslalom     | Christian Mayer        | Michael von Grünigen | Hermann Maier          |
| 29/12/1997                                                                                             | Bormio                 | Afdaling         | Hermann Maier          | Andreas Schifferer   | Werner Franz           |
| 30/12/1997                                                                                             | Bormio                 | Afdaling         | Andreas Schifferer     | Werner Franz         | Lasse Kjus             |
| 03/01/1998                                                                                             | Kranjska Gora          | Reuzenslalom     | Christian Mayer        | Hermann Maier        | Michael von Grünigen   |
| 04/01/1998                                                                                             | Kranjska Gora          | Slalom           | Thomas Sykora          | Pierrick Bourgeat    | Thomas Stangassinger   |
| 06/01/1998                                                                                             | Saalbach-Hinterglemm   | Reuzenslalom     | Hermann Maier          | Alberto Tomba        | Rainer Salzgeber       |
| 08/01/1998                                                                                             | Schladming             | Slalom           | Alberto Tomba          | Thomas Sykora        | Hans Petter Buraas     |
| 10/01/1998                                                                                             | Schladming             | Super G          | Hermann Maier          | Stephan Eberharter   | Luca Cattaneo          |
| 11/01/1998                                                                                             | Schladming             | Super G          | Hermann Maier          | Andreas Schifferer   | Stephan Eberharter     |
| 13/01/1998                                                                                             | Adelboden              | Reuzenslalom     | Hermann Maier          | Michael von Grünigen | Paul Accola            |
| 16/01/1998                                                                                             | Wengen                 | Afdaling         | Hermann Maier          | Nicolas Burtin       | Andreas Schifferer     |
| 17/01/1998                                                                                             | Wengen                 | Afdaling         | Andreas Schifferer     | Jean-Luc Cretier     | Hermann Maier          |
| 18/01/1998                                                                                             | Veysonnaz              | Super Combinatie | Hermann Maier          | Bruno Kernen         | Paul Accola            |
| 18/01/1998                                                                                             | Veysonnaz              | Slalom           | Thomas Stangassinger   | Kristinn Björnsson   | Kiminobu Kimura        |
| 23/01/1998                                                                                             | Kitzbühel              | Afdaling         | Didier Cuche           | Nicolas Burtin       | Jean-Luc Cretier       |
| 24/01/1998                                                                                             | Kitzbühel              | Afdaling         | Kristian Ghedina       | Didier Cuche         | Josef Strobl           |
| 25/01/1998                                                                                             | Kitzbühel              | Super Combinatie | Kjetil André Aamodt    | Werner Franz         | Ed Podivinsky          |
| 25/01/1998                                                                                             | Kitzbühel              | Slalom           | Thomas Stangassinger   | Thomas Sykora        | Ole Christian Furuseth |
| 26/01/1998                                                                                             | Kitzbühel              | Slalom           | Thomas Sykora          | Hans Petter Buraas   | Thomas Stangassinger   |
| 31/01/1998                                                                                             | Garmisch-Partenkirchen | Afdaling         | Andreas Schifferer     | Nicolas Burtin       | Hermann Maier          |
| 01/02/1998                                                                                             | Garmisch-Partenkirchen | Super G          | Hermann Maier          | Hans Knauss          | Lasse Kjus             |
| 7 tot en met 22 februari 1998: Olympische Winterspelen 1998 in Nagano (telt niet mee voor wereldbeker) |                        |                  |                        |                      |                        |
| 28/02/1998                                                                                             | Yongpyong              | Reuzenslalom     | Michael von Grünigen   | Christian Mayer      | Hermann Maier          |
| 01/03/1998                                                                                             | Yongpyong              | Slalom           | Ole Christian Furuseth | Finn Christian Jagge | Tom Stiansen           |
| 07/03/1998                                                                                             | Kvitfjell              | Afdaling         | Nicolas Burtin         | Werner Perathoner    | Lasse Kjus             |
| 08/03/1998                                                                                             | Kvitfjell              | Super G          | Hans Knauss            | Patrik Järbyn        | Didier Cuche           |
| 13/03/1998                                                                                             | Crans-Montana          | Afdaling         | Josef Strobl           | Didier Cuche         | Fritz Strobl           |
| 14/03/1998                                                                                             | Crans-Montana          | Reuzenslalom     | Stephan Eberharter     | Hans Knauss          | Hermann Maier          |
| 15/03/1998                                                                                             | Crans-Montana          | Slalom           | Alberto Tomba          | Hans Petter Buraas   | Finn Christian Jagge   |

### Eindstanden
| Algemeen klassement | Algemeen klassement  | Algemeen klassement | Algemeen klassement | Algemeen klassement | Algemeen klassement  | Algemeen klassement | Algemeen klassement | Algemeen klassement | Algemeen klassement  | Algemeen klassement | Algemeen klassement |
| #                   | Naam                 | Land                | Punten              | #                   | Naam                 | Land                | Punten              | #                   | Naam                 | Land                | Punten              |
| ------------------- | -------------------- | ------------------- | ------------------- | ------------------- | -------------------- | ------------------- | ------------------- | ------------------- | -------------------- | ------------------- | ------------------- |
| 1                   | Hermann Maier        | AUT                 | 1685                | 11                  | Kristian Ghedina     | ITA                 | 544                 | 21                  | Jure Kosir           | SLO                 | 369                 |
| 2                   | Andreas Schifferer   | AUT                 | 1114                | 12                  | Thomas Stangassinger | AUT                 | 539                 | 22                  | Werner Perathoner    | ITA                 | 359                 |
| 3                   | Stephan Eberharter   | AUT                 | 1030                | 13                  | Thomas Sykora        | AUT                 | 521                 | 23                  | Finn Christian Jagge | NOR                 | 353                 |
| 4                   | Kjetil André Aamodt  | NOR                 | 901                 | 14                  | Alberto Tomba        | ITA                 | 485                 | 24                  | Bruno Kernen         | SUI                 | 348                 |
| 5                   | Hans Knauss          | AUT                 | 888                 | 15                  | Werner Franz         | AUT                 | 504                 | 25                  | Steve Locher         | SUI                 | 338                 |
| 6                   | Michael von Grünigen | SUI                 | 746                 | 16                  | Nicolas Burtin       | FRA                 | 485                 | 26                  | Günther Mader        | AUT                 | 332                 |
| 7                   | Josef Strobl         | AUT                 | 697                 | 17                  | Paul Accola          | SUI                 | 471                 | 27                  | Kiminobu Kimura      | JPN                 | 321                 |
| 8                   | Didier Cuche         | SUI                 | 627                 | 18                  | Jean-Luc Cretier     | FRA                 | 448                 | 28                  | Fredrik Nyberg       | SWE                 | 314                 |
| 9                   | Christian Mayer      | AUT                 | 590                 | 19                  | Hans Petter Buraas   | NOR                 | 443                 | 28                  | Fritz Strobl         | AUT                 | 314                 |
| 10                  | Lasse Kjus           | NOR                 | 578                 | 20                  | Hannes Trinkl        | AUT                 | 372                 | 30                  | Luca Cattaneo        | ITA                 | 304                 |

| Afdaling | Afdaling           | Afdaling | Afdaling |
| #        | Naam               | Land     | Punten   |
| -------- | ------------------ | -------- | -------- |
| 1        | Andreas Schifferer | AUT      | 655      |
| 2        | Hermann Maier      | AUT      | 479      |
| 3        | Nicolas Burtin     | FRA      | 451      |
| 4        | Didier Cuche       | SUI      | 469      |
| 5        | Jean-Luc Cretier   | FRA      | 424      |
| 6        | Kristian Ghedina   | ITA      | 414      |
| 7        | Stephan Eberharter | AUT      | 412      |
| 8        | Hannes Trinkl      | AUT      | 377      |
| 9        | Josef Strobl       | AUT      | 321      |
| 10       | Werner Franz       | AUT      | 306      |

| Super G | Super G            | Super G | Super G |
| #       | Naam               | Land    | Punten  |
| ------- | ------------------ | ------- | ------- |
| 1       | Hermann Maier      | AUT     | 400     |
| 2       | Hans Knauss        | AUT     | 256     |
| 3       | Stephan Eberharter | AUT     | 220     |
| 4       | Patrik Järbyn      | SWE     | 195     |
| 5       | Andreas Schifferer | AUT     | 185     |
| 6       | Didier Cuche       | SUI     | 163     |
| 7       | Josef Strobl       | AUT     | 150     |
| 8       | Luca Cattaneo      | ITA     | 148     |
| 9       | Peter Runggaldier  | ITA     | 131     |
| 10      | Kristian Ghedina   | ITA     | 114     |
| 10      | Paul Accola        | SUI     | 114     |

| Reuzenslalom | Reuzenslalom         | Reuzenslalom | Reuzenslalom |
| #            | Naam                 | Land         | Punten       |
| ------------ | -------------------- | ------------ | ------------ |
| 1            | Hermann Maier        | AUT          | 620          |
| 2            | Michael von Grünigen | SUI          | 560          |
| 3            | Christian Mayer      | AUT          | 429          |
| 4            | Stephan Eberharter   | AUT          | 388          |
| 5            | Hans Knauss          | AUT          | 375          |
| 6            | Urs Kälin            | SUI          | 277          |
| 7            | Steve Locher         | SUI          | 246          |
| 8            | Rainer Salzgeber     | AUT          | 229          |
| 9            | Kjetil André Aamodt  | NOR          | 226          |
| 10           | Marco Büchel         | LIE          | 220          |

| Slalom | Slalom                 | Slalom | Slalom |
| #      | Naam                   | Land   | Punten |
| ------ | ---------------------- | ------ | ------ |
| 1      | Thomas Sykora          | AUT    | 521    |
| 2      | Thomas Stangassinger   | AUT    | 517    |
| 3      | Hans Petter Buraas     | NOR    | 420    |
| 4      | Finn Christian Jagge   | NOR    | 345    |
| 5      | Kiminobu Kimura        | JPN    | 316    |
| 6      | Ole Christian Furuseth | NOR    | 296    |
| 7      | Alberto Tomba          | ITA    | 290    |
| 8      | Jure Kosir             | SLO    | 257    |
| 9      | Pierrick Bourgeat      | FRA    | 189    |
| 10     | Tom Stiansen           | NOR    | 185    |